# يوما (لاعب كرة قدم)
يوما (بالإسبانية: Javier Monsálvez)‏ هو لاعب كرة قدم إسباني في مركز الوسط، ولد في 8 أكتوبر 1985 في مدريد في إسبانيا. لعب مع رايو فايكانو ب ورايو فايكانو ونادي أونتينيينت ونادي سالامانكا ونادي فوينلابرادا.

## وصلات خارجية
- يوما (لاعب كرة قدم) على موقع Soccerway.com (الإنجليزية)